# Pałac w Trzebiechowie
Pałac w Trzebiechowie – zabytkowy pałac we wsi Trzebiechów (powiat zielonogórski).
Pałac wybudowany w stylu eklektycznym  w XIX w. Na ścianie kartusz z herbami budowniczego Heinricha VII von Reuss i jego żony Marii Alexandriny von Sachsen-Weimar-Eisenach oraz napisy w j. niem. Heinrich VII Prinz Reuss / Maria Alexandrina Herzogin zu Sachsen.
Obiekt jest częścią zespołu pałacowego z drugiej połowy XIX w., w skład którego wchodzą jeszcze:
- dwie oficyny
- park angielski[1].

Herb von Reuss
Herb Saksonii